# U-21 (tàu ngầm Đức) (1936)
U-21 là một tàu ngầm duyên hải  Lớp Type II thuộc phân lớp Type IIB được Hải quân Đức Quốc Xã chế tạo trước Chiến tranh Thế giới thứ hai sau khi bãi bỏ những điều khoản của Hiệp ước Versailles vốn cấm Đức sở hữu tàu ngầm. Những tàu ngầm Type II vốn quá nhỏ để có thể tiến hành các chiến dịch cách xa căn cứ nhà, nên U-21 đã đảm nhiệm vai trò tàu huấn luyện tại các trường tàu ngầm Đức. Được huy động do tình trạng thiếu hụt tàu ngầm sau khi xung đột bùng nổ, nó thực hiện được bảy chuyến tuần tra và đánh chìm năm tàu buôn với tổng tải trọng 10.706 tấn, cũng như gây hư hại cho một tàu chiến 11.500 tấn. Quay trở lại vai trò huấn luyện tại khu vực biển Baltic, U-21 ngừng hoạt động năm 1944 và bị tháo dỡ để làm nguồn phụ tùng vào đầu năm 1945.

## Thiết kế và chế tạo
Phân lớp Type IIB là một phiên bản mở rộng của Type IIA trước đó. Chúng có trọng lượng choán nước 279 t (275 tấn Anh) khi nổi và 328 t (323 tấn Anh) khi lặn); tuy nhiên tải trọng tiêu chuẩn được công bố chỉ có 250 tấn Anh (254 t). Chúng có chiều dài chung 42,70 m (140 ft 1 in), lớp vỏ trong chịu áp lực dài 28,20 m (92 ft 6 in), mạn tàu rộng 4,08 m (13 ft 5 in), chiều cao 8,60 m (28 ft 3 in) và mớn nước 3,90 m (12 ft 10 in).
Chúng trang bị hai động cơ diesel MWM RS 127 S 6-xy lanh 4 thì công suất 700 mã lực mét (510 kW; 690 shp) để đi đường trường và hai động cơ/máy phát điện Siemens-Schuckert PG VV 322/36 tổng công suất 460 mã lực mét (340 kW; 450 shp) để lặn, hai trục chân vịt và hai chân vịt đường kính 0,85 m (3 ft). Các con tàu có thể lặn đến độ sâu 80–150 m (260–490 ft). Chúng đạt được tốc độ tối đa 12 kn (22 km/h) trên mặt nước và 6,9 kn (12,8 km/h) khi lặn,  với tầm hoạt động tối đa 3.800 nmi (7.000 km) khi đi tốc độ đường trường 8 kn (15 km/h), và 35–42 nmi (65–78 km) ở tốc độ 4 kn (7,4 km/h) khi lặn.
Vũ khí trang bị bao gồm ba ống phóng ngư lôi 53,3 cm (21 in) trước mũi, mang theo tổng cộng năm quả ngư lôi hoặc cho đến 12 quả thủy lôi TMA. Một pháo phòng không 2 cm (0,79 in) cũng được trang bị trên boong tàu. Thủy thủ đoàn bao gồm 25 sĩ quan và thủy thủ.
U-21 được đặt hàng vào ngày 2 tháng 2, 1935. Nó được đặt lườn tại xưởng tàu của hãng Germaniawerft tại Kiel vào ngày 4 tháng 3, 1936, hạ thủy vào ngày 31 tháng 7, 1936, và nhập biên chế cùng Hải quân Đức Quốc Xã vào ngày 3 tháng 8, 1936 dưới quyền chỉ huy của Hạm trưởng, Đại úy Hải quân Kurt Freiwald.

## Lịch sử hoạt động
U-21 đã đảm nhiệm vai trò tàu huấn luyện tại các trường tàu ngầm Đức. Được huy động do tình trạng thiếu hụt tàu ngầm sau khi xung đột bùng nổ, nó thực hiện được bảy chuyến tuần tra tại khu vực Bắc Hải và chung quanh quần đảo Anh, đánh chìm năm tàu buôn với tổng tải trọng 10.706 tấn, cũng như gây hư hại cho một tàu chiến 11.500 tấn.
Trong chuyến tuần tra thứ hai, vào ngày 17 tháng 9, 1939, tàu ngầm Anh HMS Ursula đã phóng một loạt năm quả ngư lôi tấn công U-21 tại Bắc Hải về phía Đông Bắc Berwick-Upon-Tweed, tất cà đều bị trượt. Trong chuyến tuần tra thứ ba, vào ngày 6 tháng 11, 1939, nó lại bị tàu ngầm Anh HMS Sealion tấn công với một loạt sáu quả ngư lôi, và cũng không trúng đích.
Trong chuyến tuần tra thứ bảy, U-21 gặp tai nạn mắc cạn ngoài khơi đảo Oddknuppen, Na Uy vào ngày 27 tháng 3, 1940, bị Na Uy chiếm và kéo về Mandal. Nó được kéo về Kristiansand để sửa chữa, rồi được Đức chiếm lại vào ngày 9 tháng 4 sau khi Đức Quốc Xã chiếm đóng Na Uy và đưa về Kiel để sửa chữa.
Đến tháng 7, 1940, U-21 được điều về Chi hạm đội U-boat 21 và làm nhiệm vụ huấn luyện cho đến cuối chiến tranh. Nó ngừng hoạt động và xuất biên chế tại Pillau (nay là Baltiysk thuộc tỉnh Kaliningrad, Liên bang Nga) vào ngày 5 tháng 8, 1944 và tháo dỡ làm nguồn phụ tùng. Con tàu bị lực lượng Liên Xô chiếm ngày 25 tháng 4, 1945 và có thể đã bị tháo dỡ sau đó.

### Tóm tắt chiến công
U-21 đã đánh chìm năm tàu buôn với tổng tải trọng 10.706 tấn, cũng như gây hư hại cho một tàu chiến 11.500 tấn:
| Ngày              | Tên tàu      | Quốc tịch              | Tải trọng | Số phận            |
| ----------------- | ------------ | ---------------------- | --------- | ------------------ |
| 21 tháng 11, 1939 | HMS Belfast  | Hải quân Hoàng gia Anh | 11.500    | Bị hư hại (mìn)    |
| 1 tháng 12, 1939  | Mercator     | Phần Lan               | 4.260     | Bị đánh chìm       |
| 21 tháng 12, 1939 | Carl Henckel | Thụy Điển              | 1.352     | Bị đánh chìm       |
| 21 tháng 12, 1939 | Mars         | Thụy Điển              | 1.475     | Bị đánh chìm       |
| 31 tháng 1, 1940  | Vidar        | Đan Mạch               | 1.353     | Bị đánh chìm       |
| 24 tháng 2, 1940  | Royal Archer | Anh Quốc               | 2.266     | Bị đánh chìm (mìn) |